# Tampilisan
Tampilisan là một đô thị cấp bốn ở tỉnhZamboanga del Norte, Philippines. Theo điều tra dân số năm 2000, đô thị này có dân số 19.536 người trong 3.881 hộ.

## Các đơn vị hành chính
Tampilisan, về mặt hành chính, được chia thành 20 khu phố (barangay).
| - Balacbaan - Banbanan - Barili - Cabong - Camul - Farmington - Galingon - Lawaan - Lumbayao - Malila-t | - Molos - New Dapitan - Poblacion (Tampilisan) - Sandayong - Santo Niño - Situbo - Tilubog - Tininggaan - Tubod - Znac |